# Jet
Jet — рок-группа из Мельбурна, Австралия. Группа состоит из гитариста Кэмерона Манси, бас-гитариста Марка Уилсона и братьев Ника и Криса Цестера - вокал/ритм-гитара и барабаны соответственно. Группа продала 4 миллиона пластинок по всему миру; 3,5 миллиона этого показателя относятся к альбому Get Born, выпущенного в 2003 году. Последний альбом группы, Shaka Rock, был выпущен 19 августа 2009 года.
На группу оказали большое влияние такие великие коллективы, как Queen, The Beatles, Oasis, The Rolling Stones, The Who, The Easybeats, AC/DC, The Faces, The Kinks. Музыка Jet представляет собой смесь рок-н-ролла и поп-рока в сочетании с балладами.

## История

### Образование и Dirty Sweet
Братья Ник и Крис Цестеры росли в деревне Динглей, пригороде Мельбурна, штат Виктория, слушая классический рок 60-х и 70-х таких групп, как The Who, AC/DC, Queen, The Easybeats, The Faces, The Loved Ones, и кроме того The Rolling Stones и The Beatles; как сказал Ник в интервью для документального фильма "Take It Or Leave It", который был на Right! Right! Right! live DVD, его вдохновил Джон Леннон на записях отца. 
Однако, по словам Ника, большее влияние на развитие вкусов группы имела австралийская группа You Am I:
"Альбом Hi Fi Way был самым важным альбомом моего поколения... Я думаю, что все моего возраста, кто играл на гитаре, играли песни You Am I впервые перед их школьным собранием... Это была запись, сделав которую вы понимаете, что можете быть в австралийской группе, вы не должны быть гранж-группой, и вы не должны зависеть от американских групп. Это изменило всё."
Они решили создать группу совместно с другом Ника - гитаристом Кэмероном Манси и басистом Догом Армстронгом, и вместе они начали работать на фабрике специй их отца.
В течение 2001 года к ним присоединился старый друг Криса Джейсон Дукас, игравший на клавишах, и в это время группа выбрала название для своего коллектива, взяв его из песни «Jet» британской рок-группы Wings с альбома Band on the Run. Они хотели короткое название, которое было бы большим и видным на плакатах. «Radio Song», с первого альбома группы, была написана о её проблемах в это время. Jet получили большой прорыв, когда мельбурнская панк-рок-группа The Specimens взяла Jet под своё крыло и поставила их на разогреве.
Группа встретила Марка Уилсона однажды на концерте, и, несмотря на то, что у коллектива в это время уже был бас-гитарист, пригласили его в группу. В это время он участвовал в другой группе, но после некоторых размышлений всё же решил присоединиться к ним.
В 2002 году группа, состоящая из её нынешних участников, издала свой мини-альбом Dirty Sweet EP, название у которого взяла из песни «Get It On» группы T. Rex. Хотя группа издала всего 1000 копий, было официальное требование издать ещё 1000. NME получила копию сингла «Take It or Leave It» и похвалила его. Elektra Records заключила с группой контракт и переиздала Dirty Sweet EP в 2003 году.

### Get Born(2003—2004)
Jet поехали в Sunset Sound Studios в Лос-Анджелесе с Дейвом Сарди, чтобы записать свой дебютный альбом Get Born. Сарди ранее производил записи для Marilyn Manson и The Dandy Warhols. Они также заручились услугами маэстро Билли Престона на две песни. Альбом получил своё название по строчке песни «Subterranean Homesick Blues» Боба Дилана. В середине записи, группе позвонили The Rolling Stones, предлагая им выступать на разогреве в австралийской части своего тура 2003 года. Jet сыграли более 200 концертов в 2003 году.
Их синглы "Are You Gonna Be My Girl" и "Rollover DJ" были утверждены номером один и номером девятнадцать соответственно в 2003 году в Triple J Hottest 100. "Are You Gonna Be My Girl" появилась в Саундтреках для видео игр Madden NFL 2004, Guitar Hero: On Tour and Rock Band, в 2006 для мультфильма Смывайся!, и в 2008 для фильма Однажды в Вегасе. Она также является частью двух крупных рекламных кампаний во всем мире для Apple's iPod и Vodafone. "Rollover DJ" представляется в саундтреке к PlayStation 2 игре Gran Turismo 4. Альбом Get Born также включал песню "Timothy", посвященную умершему брату вокалиста / гитариста Камерона Манси, который умер до рождения Кэмерона. В связи с деликатным характером песни, группа редко играет "Timothy" вживую. 
В начале 2004 года Jet совместно с The Vines и The Living End в туре по городам США "Австралийское Вторжение". Новая песня Jet, не включенная вGet Born, называющаяся "Hold On", появилась в фильме Человек-паук 2 в том же году. Режиссёр Дж.Дж. Абрамс, которому приписываются Остаться в живых и Felicity, связался с Jet для записи песни для премьеры 4 сезона его шоу "Шпионка. "Cold Hard Bitch" из Get Born стала саундтреком к сцене двух агентов  ЦРУ, бегущих по Гонконгской улице, давая Jet дальнейшее продвижение в США.
Позже в том же году, Jet номинированы на ежегодную Radio Music Awards, в том числе как "Артист года: Rock Radio", "Артист года: Rock Alternative Radio" и "Песня года: Rock Radio (за "Cold Hard Bitch"). Также в США Jet получили номинацию на 32-м ежегодном American Music Awards, как "Лучший Артист - Альтернативная Музыка", а также три номинации на 2004 MTV Video Music Awards, состоявшегося в Майами в августе. "Are You Gonna Be My Girl" была номинирована за "Лучшее рок-видео", "Лучший новый артист" и "Лучший монтаж" в видео. Jet исполнили "Are You Gonna Be My Girl"  на церемонии и получили награду за "Лучшее рок-видео", посвятив награду покойному отцу Криса и Ника Джону Цестеру. После успеха в Майами, дома в Австралии группа была номинирована в семи категориях 2004 ARIA (Австралийская ассоциация звукозаписывающих компаний) Music Awards, получив номинации в потрясающих семи категориях; "Альбом года", "Сингл года" (за "Are You Gonna Be My Girl"), "Лучшая группа", "Лучший рок-альбом", "Лучший дебют - Альбом", "Лучший дебют - сингл" (за "Are You Gonna Be My Girl") и "Самый продаваемый альбом". На церемонии вручения наград 17 октября 2004 года Jet доминируют на церемонии, получая шесть наград из семи номинаций. Ник Цестер также выступил в рамках супергруппы The Wrights, включающей представителей других австралийских рок-групп: Spiderbait (Крам, барабаны), The Living End (Крис Чейни, гитара), Dallas Crane (Пэт Бурк, бас-гитара) и You Am I / The Pictures (Дэйви Лейн, гитара).

### Shine On(2005 - 2007)
Дебютный сингл со второго альбома группы Shine On, под названием "Put Your Money Where Your Mouth Is", был выпущен на радио 7 августа 2006 года. Shine On был выпущен 30 сентября 2006 года (2 октября в Великобритании, 3 октября в США) с окончательным трек-листом из 15 песен. Он дебютировал # 3 в австралийских чартах, но не соответствовал успеху Get Born. Критическая реакция на альбом была смешанной, британский музыкальный журнал NME назвал запись "другим радостно старомодным рок альбомом, погруженном в классику", в то время как на американском обзоре на сайте Pitchfork Media размещен совершенно аномальный обзор, содержащий только видеоклип шимпанзе, мочеиспускающегося в его собственный рот. Песня также появилась на сборнике NME, NME: The Essential Bands - Festival Edition.
Jet играли на MTV Europe Awards в Копенгагене. Это было их первое живое выступление с тех пор, как ларингит Ника Цестера остановил их мировое турне. В ноябре 2006 года они вылетели в Австралию, чтобы выступить на Make Poverty History Concert в Мельбурне в Sidney Myer Music Bowl; по возвращении они также провели тайный концерт на барже, плавающей на реке Ярра. Второй сингл с альбома, "Bring It On Back" (в Великобритании) и "Rip It Up" (в Австралии) были выпущены в ноябре 2006 года. Альбом также породил EP, Shine On EP выпущен в декабре 2006 года.
Заглавный трек, "Shine On", был выпущен в разные даты марта 2007 во всем мире как третий сингл (второй сингл в некоторых странах). Песня - дань памяти отцу Ника и Криса Цестеров, который умер от рака в 2004 году. Она была написана Ником Цестером с точки зрения его отца, ободряя тех, кто пережил его, жить дальше. Многие песни на альбоме ("Come On Come On", "Bring It on Back", "Stand Up", "Holiday", "All You Have to Do") в первую очередь о преодолении трудностей и проблем.
Jet совместно выступали в ряде концертов во время Big Day Out фестиваля в Австралии и Новой Зеландии с Tool, Muse, The Killers, и My Chemical Romance. Группа отыграла свой Rip It Up Oz тур в конце мая и июне 2007 года, который был поддержан Channel V. Также в 2007 году они выпустили новую песню для саундтрека к Человек-паук: Враг в отражении под названием "Falling Star". Кроме того, их песня "Rip It Up" стала саундтреком к мультфильму Черепашки-ниндзя. В августе группу снова просят поддержки The Rolling Stones в европейской части своего мирового тура. Jet сыграли несколько концертов у Stones в Испании и Лондоне.
В октябре 2007 года группа вернулась в Австралию, чтобы выступить на AFL Grand Final и завершить своё мировое турне. Они объявили на своем сайте, что они начнут работу над своим третьим студийным альбомом, который должен выйти в 2008 году. Однако в ноябре, группа объявила, что им нужно "некоторое время". Они заявили, что после гастролей Shine On им необходимо некоторое "время простоя". 24 октября Крис и Марк записали песню, под названием "The Vice Lords" для японского бывшего дуэта Superfly под названием "I Spy I Spy".

### Shaka Rock(2008 - 2012)
В новом видео на их сайте, группа рассказывает о сочинении и записи песен в Atlantic Sound Studios в Нью-Йорке. Крис Цестер пошутил: «Мы должны остановить запись, мы сделали чертовски слишком много песен». Они также сотрудничали с Игги Поп для записи кавера на сингл О’Киф, Джонни Wild One". Jet вернулись в Австралию, чтобы отыграть тайный концерт в Мельбурне 17 декабря для дебюта нового материала, в том числе новых песен под названием "Goodbye Hollywood", "Walk", "Start The Show", "Black Hearts", "She's a Genius", "Seventeen", и "Beat On Repeat". У гитариста Кэмерона Манси особенно выраженное мнение, что он "очень, очень любит песню 'Seventeen'." Говорит Кэмерон о песне: "Я думаю, это своего рода шаг вперед для нас. Это рок-н-ролл, это рок, поэтому я нахожу это действительно интересным."
Jet играли на Мельбурн Крикет Граунд и Sydney Cricket Ground 14 марта 2009 для Sound Relief, который был мульти рок музыкальным концертом в поддержку тушения лесных пожаров в Австралии. Мероприятие было проведено одновременно с концертом в Sydney Cricket Ground. Все доходы от концерта в Мельбурне пошли на помощь в тушении Викторианских лесных пожаров. Артисты, которые появились с Jet в Мельбурне были, Augie March, Bliss n Eso с Paris Wells, Габриэлла Чилми, Hunters & Collectors, Джек Джонсон, Kasey Chambers & Shane Nicholson с Troy Cassar-Daley, Kings of Leon, Liam Finn, Midnight Oil, Paul Kelly, Split Enz и Wolfmother. Половина доходов от концерта в Сиднее ушла на помощь в тушении викторианских лесных пожаров, а другая половина на помощь пострадавшим при наводнении в Квинсленде. Выступавшими вместе с Jet на концерте в Сиднее были Coldplay (выполняя акустический сет), Eskimo Joe, Hoodoo Gurus, Icehouse, Josh Pyke, Little Birdy, The Presets, Wolfmother, You Am I и другие артисты. Jet и Wolfmother были единственными группами, игравшими на обоих концертах.
Песня Jet, «She's a Genius» из этого альбома, появилась в эпизоде NCIS; Сезон 7 Эпизод 2 — «Reunion». В апреле 2009, песня, названная «K.I.A (Killed in Action)», была размещена для прослушивания на официальном сайте. «Killed in Action» была пятой самой добавляемой песней на радио Австралии. «She's a Genius» был первым синглом с альбома, выпущенным 19 июня 2009 года. Новый альбом под названием Shaka Rock был выпущен в Австралии 21 августа 2009.
«Black Hearts (On Fire)» был выпущен, как второй сингл с альбома 2 ноября с клипом, снятым для сингла. 8 ноября, She's a Genius был присвоен статус золотого от Australian Record Industry Association (ARIA) за продажи более чем 35000 копий. Кроме того, Jet недавно объявили, что они будут поддерживать Green Day на их турне 2009 года в Австралии. Jet представлены на альбоме Shock Value II американским продюсером Тимбалэндом. Название песни было «Timothy (Where Have You Been)».
В декабре 2009 года Jet были на разогреве у поп-панк трио Green Day на австралийской части их 21st Century Breakdown World Tour.
«Seventeen» был выпущен как третий сингл с Shaka Rock в апреле 2010 года, взойдя до № 31 на австралийском Singles Chart на пятой неделе. Недавно он стал золотым в Австралии с продажами более 35000 экземпляров.
На протяжении сентября 2010 года, Jet совершал поездку Австралии разогреве у Powderfinger's Sunsets tour. Во время концерта в Аделаиде, Ник представил песню La Di Da как «следующий сингл».

### Раскол группы
26 марта 2012 года группа на своём официальном сайте объявила о распаде коллектива:
После многих успешных лет творчества, записи и гастролей мы желаем заявить о прекращении нашего существования как группы. В пабах, театрах, на стадионах и фестивалях по всему миру были фанаты, которые сделали всю нашу удивительную историю возможной, и мы желаем поблагодарить их всех. Спасибо и доброй ночи.

## Состав группы
- Ник Цестер – вокал, Ритм-гитара, Фортепиано, Бубен (2001-настоящее время)
- Кэмерон Манси – Соло-гитара, Бэк-вокал (2001-настоящее время)
- Марк Уилсон – Бас-гитара, клавиши, Губная гармоника (2002-настоящее время)
- Крис Цестер – барабаны, перкуссия, бэк-вокал, Гитара (2001-настоящее время)

### Сессионные музыканты
Louis Macklin – клавиши и перкуссия (2009-настоящее время)

### Бывшие участники
- Дог Армстронг – Бас-гитара (2001-2002)
- Джейсон Дукас – клавиши (2001)
- Stevie Hesketh - клавиши и перкуссия (в турах) (2004-2008)

## Дискография

### Студийные альбомы
| 2003                                    | Get Born - Релиз: 7 октября 2003 года - Лейбл: Elektra Records  | 1 | 51 | 101 | 14 | 68 | 17 | —  | 85 | 14 | 26 | 40 | - Австралия: 8× Платиновый - Великобритания: Платиновый - США: Платиновый |
| 2006                                    | Shine On - Релиз: 1 октября 2006 года - Лейбл: Atlantic Records | 3 | 34 | 140 | —  | —  | 35 | 76 | 30 | 13 | 16 | 57 | - Австралия: Платиновый - Великобритания: Золотой                         |
| 2009                                    | Shaka Rock - Релиз: 21 августа 2009 года - Лейбл: EMI Records   | 5 | 38 | 135 | —  | —  | 22 | —  | 15 | 53 | 27 | —  | - Австралия: Золотой                                                      |
| "—" denotes releases that did not chart |                                                                 |   |    |     |    |    |    |    |    |    |    |    |                                                                           |

### Сборники
| Год  | Сведения об альбоме                                     |
| ---- | ------------------------------------------------------- |
| 2004 | Rare Tracks - Релиз: 9 марта 2004 года - Лейбл: Elektra |

### EP
| Год  | Сведения об альбоме                                              | Максимальные позиции | Сертификация              |
| Год  | Сведения об альбоме                                              | Великобритания       | Сертификация              |
| ---- | ---------------------------------------------------------------- | -------------------- | ------------------------- |
| 2003 | Dirty Sweet - Релиз: 6 мая 2003 года - Лейбл: Elektra Records    | 131                  |                           |
| 2006 | Shine On - Релиз: 12 декабря 2006 года - Лейбл: Atlantic Records | 13                   | - Великобритания: Золотой |

### Синглы
| Год                                                                          | Название                                 | Максимальные чартовые позиции | Максимальные чартовые позиции | Максимальные чартовые позиции | Максимальные чартовые позиции | Максимальные чартовые позиции  | Максимальные чартовые позиции | Максимальные чартовые позиции | Альбом             |
| Год                                                                          | Название                                 | Австралия                     | Англия                        | США                           | США Alternative Songs         | США Hot Mainstream Rock Tracks | Канада                        | Ирландия                      | Альбом             |
| ---------------------------------------------------------------------------- | ---------------------------------------- | ----------------------------- | ----------------------------- | ----------------------------- | ----------------------------- | ------------------------------ | ----------------------------- | ----------------------------- | ------------------ |
| 2003                                                                         | "Are You Gonna Be My Girl"               | 20                            | 23                            | 29                            | 3                             | 7                              | —                             | —                             | Get Born           |
| 2003                                                                         | "Rollover DJ"                            | 31                            | 34                            | —                             | 14                            | 14                             | —                             | —                             | Get Born           |
| 2004                                                                         | "Look What You've Done"                  | 12                            | 28                            | 37                            | 3                             | 33                             | —                             | —                             | Get Born           |
| 2004                                                                         | "Are You Gonna Be My Girl" (переиздание) | —                             | 16                            | —                             | —                             | —                              | —                             | 18                            | Get Born           |
| 2004                                                                         | "Cold Hard Bitch"                        | 33                            | 34                            | 55                            | 1                             | 1                              | —                             | —                             | Get Born           |
| 2004                                                                         | "Get Me Outta Here" (Англия)             | —                             | 37                            | —                             | —                             | —                              | —                             | —                             | Get Born           |
| 2006                                                                         | "Put Your Money Where Your Mouth Is"     | 14                            | 23                            | 61                            | 7                             | 14                             | 57                            | —                             | Shine On           |
| 2006                                                                         | "Bring It on Back"                       | —                             | 51                            | —                             | —                             | —                              | —                             | —                             | Shine On           |
| 2006                                                                         | "Rip It Up"                              | 49                            | —                             | —                             | —                             | —                              | —                             | —                             | Shine On           |
| 2007                                                                         | "Shine On"                               | 54                            | 114                           | —                             | 30                            | —                              | —                             | —                             | Shine On           |
| 2007                                                                         | "Stand Up"                               | —                             | —                             | —                             | —                             | 22                             | —                             | —                             | Shine On           |
| 2008                                                                         | "The Wild One"                           | 66                            | —                             | —                             | —                             | —                              | —                             | —                             | Не альбомный сингл |
| 2009                                                                         | "She's a Genius"                         | 20                            | 124                           | —                             | 18                            | 18                             | 59                            | —                             | Shaka Rock         |
| 2009                                                                         | "Black Hearts (On Fire)"                 | —                             | —                             | —                             | —                             | 32                             | —                             | —                             | Shaka Rock         |
| 2010                                                                         | "Seventeen"                              | 31                            | —                             | —                             | —                             | —                              | —                             | —                             | Shaka Rock         |
| "—" обозначает, что сингл не был в чарте или не был выпущен в данной стране. |                                          |                               |                               |                               |                               |                                |                               |                               |                    |